# Карамчаков, Сергей Захарович
Сергей Захарович Карамчаков (26 августа 1962, Катанов, Красноярский край — 1993, Абакан) — советский и российский борец вольного стиля. Бронзовый призёр XXIV летних Олимпийских игр 1988 года в Сеуле. Заслуженный мастер спорта России (1992).

## Биография
Родился в аале Катанов, что находится в 16 км от села Аскиз.
С 1974 года начал заниматься вольной борьбой в с. Аскиз у тренеров М. Ф. Мылтыгашева и А. Н. Аданакова. В 1978 поступил на учёбу в СПТУ № 20 города Красноярска и продолжил занятия вольной борьбой у тренеров В. П. Зайцева, В. Н. Альгинова, А. А. Охапкина и Д. Г. Миндиашвили.
Мастер спорта СССР (1979), мастер спорта СССР международного класса (1985), заслуженный мастер спорта России (1992, удостоверение № 13 см.) по вольной борьбе.
Бронзовый призёр XXIV летних Олимпийских игр 1988 года в Сеуле в категории до 48 кг.
Бронзовый призёр чемпионата мира 1987 года.
Двукратный чемпион СССР 1987, 1990 годов, серебряный призёр чемпионатов СССР 1982, 1988 годов, бронзовый призёр 1989 года.
Обладатель Кубка мира 1986, 1988 годов, серебряный призер Кубка мира 1989 года.
Многократный победитель и призёр международных соревнований и турниров (1982—1990).
В 1992 году Сергей Карамчаков получил серьёзную травму, был близок к смерти, но врачи всё же спасли ему жизнь. Карьера борца была близка к логическому завершению, но была возобновлена на кратковременный срок. В начале 1993 года готовился к международному турниру на призы Ивана Ярыгина, проходившему в январе, где выступил неудачно. Были случаи нарушения спортивного режима.
Погиб при невыясненных обстоятельствах. Число, месяц гибели Сергея Карамчакова неизвестны. Известно лишь то, что это было в 1993 году и его тело было найдено в городе Абакан.
В память о спортсмене в Абакане проводится всероссийский турнир по вольной борьбе.

## Результаты олимпийского турнира 1988, до 48 кг
| 1 | Такаси Кобаяси, Япония |
| 2 | Иван Цонов, Болгария   |
| 3 | С. Карамчаков, СССР    |
| 4 | Т. Вэнни, США          |
| 5 | Р. Хойгабель, ФРГ      |
| 6 | И. Сукруоглу, Турция   |